# Bandello Bandelli
Bandello Bandelli (Lucca, cerca de 1350 – Constança, 25 de dezembro de 1415) foi um cardeal florentino da Igreja Católica, que foi administrador apostólico de Rimini.

## Biografia
Começou a estudar direito canônico na Universidade de Bolonha em 1372 e obteve o doutorado em utroque iure, tanto em direito canônico quanto em direito civil, em 1388.
Foi eleito bispo de Città di Castello em 15 de julho de 1387, fazendo sua entrada solene na Sé em 16 de setembro do mesmo ano, mas não há informações sobre sua ordenação episcopal. Em 25 de dezembro de 1387, celebrou uma missa solene na catedral de sua diocese. Foi nomeado núncio apostólico na Germânia e Boêmia em 2 de junho de 1388. Foi transferido para a Diocese de Rimini em 14 de março de 1407.
Foi criado cardeal pelo Papa Gregório XII no Consistório em 19 de setembro de 1408, recebendo o título de cardeal-presbítero de Santa Balbina. Na mesma oportunidade, torna-se administrador apostólico de Rimini.
Como o pontífice havia se refugiado em Rimini no final de 1412, ele o recebeu solenemente no dia da Epifania de 1413 na  catedral. Em 4 de julho de 1415, no Concílio de Constança, Gregório XII renunciou ao pontificado, mas seus atos foram declarados legítimos, e a nomeação de Bandelli e de outros doze cardeais também foi reconhecida como válida. Pouco depois, em 25 de dezembro de 1415, morreu em Constança.